# Ceramidy

Struktura ceramidu

Ceramidy – grupa organicznych związków chemicznych zaliczanych do sfingolipidów, zbudowanych ze sfingozyny połączonej wiązaniem amidowym z kwasem tłuszczowym. Występują w naskórku. Odkryto je w latach 70. XX wieku. Do roku 2010 w skórze człowieka zidentyfikowano 11 różnych ceramidów, które różnią się strukturą chemiczną i polarnością. Są wykorzystywane jako składniki kosmetyków do pielęgnacji zniszczonej skóry.